# 中央港澳工作领导小组
中央港澳工作领导小组是中国共产党中央委员会负责领导香港和澳门两个特别行政区工作的议事协调机构。組長按慣例由中共中央政治局常委擔任，其他成員通常包括中共中央統戰部、中央外事辦、中央港澳辦，国务院外交部，廣東省委省政府，以及港澳中聯辦等多个部门的负责人组成。
中央港澳工作领导小组的办事机构为中共中央港澳工作办公室（对外保留国务院港澳事务办公室牌子），是单设的中共中央办事机构，不列入国务院机构序列。

## 历史
中央港澳工作領導小组的前身是1978年8月12日成立，协助中共中央掌管港澳工作的中央港澳小组。2003年7月，中央政府因应当时香港发生七一大遊行的形势，成立由十八个部门组成的中央港澳工作协调小组，由时任中共中央政治局常委、中央书记处书记曾庆红担任组长，全面领导港澳工作。自此以后，中央重新调整了港澳工作体制及工作重点，在经济方面推出了CEPA协议和开放内地居民港澳個人遊等政策。同时，随着董建华出任全国政协副主席和曾荫权当选为香港行政长官，支持香港政务官出身的特首曾荫权及其执政班子依法治港。
2007年10月中共十七大后，随着曾庆红退出中央政治局常委会和中央书记处，新当选的中央政治局常委习近平接任组长并接管港澳工作，显示中央对港澳工作的高度重视。2012年11月中共十八大后，新当选的中央政治局常委张德江接替升任中共中央总书记的习近平任组长。
2017年2月，中共中央政治局常委、全国人大常委会委员长张德江和中共中央政治局委员、中央统战部部长孙春兰等港澳工作协调小组领导人，在深圳与五大商会及多个建制派政党负责人会面，传达林郑月娥为中央政治局「唯一」支持的2017年香港特别行政区行政长官选举候选人。2018年4月，中共中央政治局常委、国务院副总理韩正出任组长。
2019年夏，香港爆發大規模的反對逃犯條例修訂草案運動，當時的公安部部長赵克志屢次南下，曾到广东省公安厅及广州市公安局基层单位視察並發表講話。於同年9月13日，有消息指赵克志正式加入成為第五名副組長。
2020年2月，中央港澳工作协调小组更名为中央港澳工作领导小组。中央港澳工作领导小组设置办公室，与国务院港澳办合并设置。新的港澳工作领导小组办公室主任由全国政协副主席兼秘书长夏宝龙兼任。同年6月3日，在香港行政长官林郑月娥进京陈述维护国家安全立法意见时，中央港澳工作领导小组首次出现在公开报道中。
2023年3月，中共中央政治局常委、國務院副總理丁薛祥出任組長，延续了中共十九大后中共中央政治局常委兼国务院副总理分管港澳事务的模式。

## 历任组长
1. 曾庆红（2003年7月－2007年10月，中共中央政治局常委、中央书记处书记、国家副主席）
2. 习近平（2007年10月－2012年11月，中共中央政治局常委、中央书记处书记、国家副主席、中央軍委副主席）
3. 张德江（2012年11月—2018年4月，中共中央政治局常委、全国人大常委会委员长）
4. 韩正（2018年4月—2023年3月，中共中央政治局常委、国务院副总理）[9]
5. 丁薛祥（2023年3月—，中共中央政治局常委、国务院副总理）[10]

## 组成人员

### 中国共产党第十九届中央委员会
组长：
- 韩正（中共中央政治局常委、國務院副總理、粤港澳大湾区建设领导小组组长）

副组长：
- 郭声琨（中共中央政治局委员、中共中央书记处书记、中共中央政法委书记）（2019年起）
- 杨洁篪（中共中央政治局委员、中央外事工作委员会办公室主任）
- 尤权（中共中央书记处书记、中共中央统战部部长）
- 王毅（国务委员兼外交部长）
- 赵克志（中共中央政法委副書記、国务委员兼公安部长）（2019年起）
- 夏寶龍（全國政協副主席、国务院港澳办主任）[12][13]

成员：
- 李希（中共中央政治局委员、中共廣東省委書記）
- 周　霁（香港中联办主任、粤港澳大湾区建设领导小组成员）
- 鄭新聰（澳门中联办主任、粤港澳大湾区建设领导小组成员）
- 王偉中（中共中央委员、广东省委副书记、廣東省省長）

### 中国共产党第二十届中央委员会

#### 组长：[14]
- 丁薛祥（中共中央政治局常委、国务院副总理、粤港澳大湾区建设领导小组组长）

#### 常务副组长：
- 夏宝龙（中共中央港澳工作办公室主任）

#### 副组长：
- 石泰峰（中共中央政治局委员、中共中央书记处书记、全国政协副主席、中共中央统战部部长）
- 陈文清（中共中央政治局委员、中共中央书记处书记、中共中央政法委书记）
- 王毅（中共中央政治局委员、中央外事工作委员会办公室主任、外交部部長）
- 王小洪（中共中央书记处书记、国务委员兼公安部部长）

成员：
- 黃坤明（中共中央政治局委员、中共廣東省委書記）
- 周　霁（中共中央港澳工作办公室常務副主任、香港中联办主任、粤港澳大湾区建设领导小组成员）
- 鄭新聰（澳门中联办主任、粤港澳大湾区建设领导小组成员）
- 王偉中（中共中央委员、广东省委副书记、廣東省省長）
- 鄭雁雄（原香港中联办主任、原粤港澳大湾区建设领导小组成员）